# Pila (Buenos Aires)

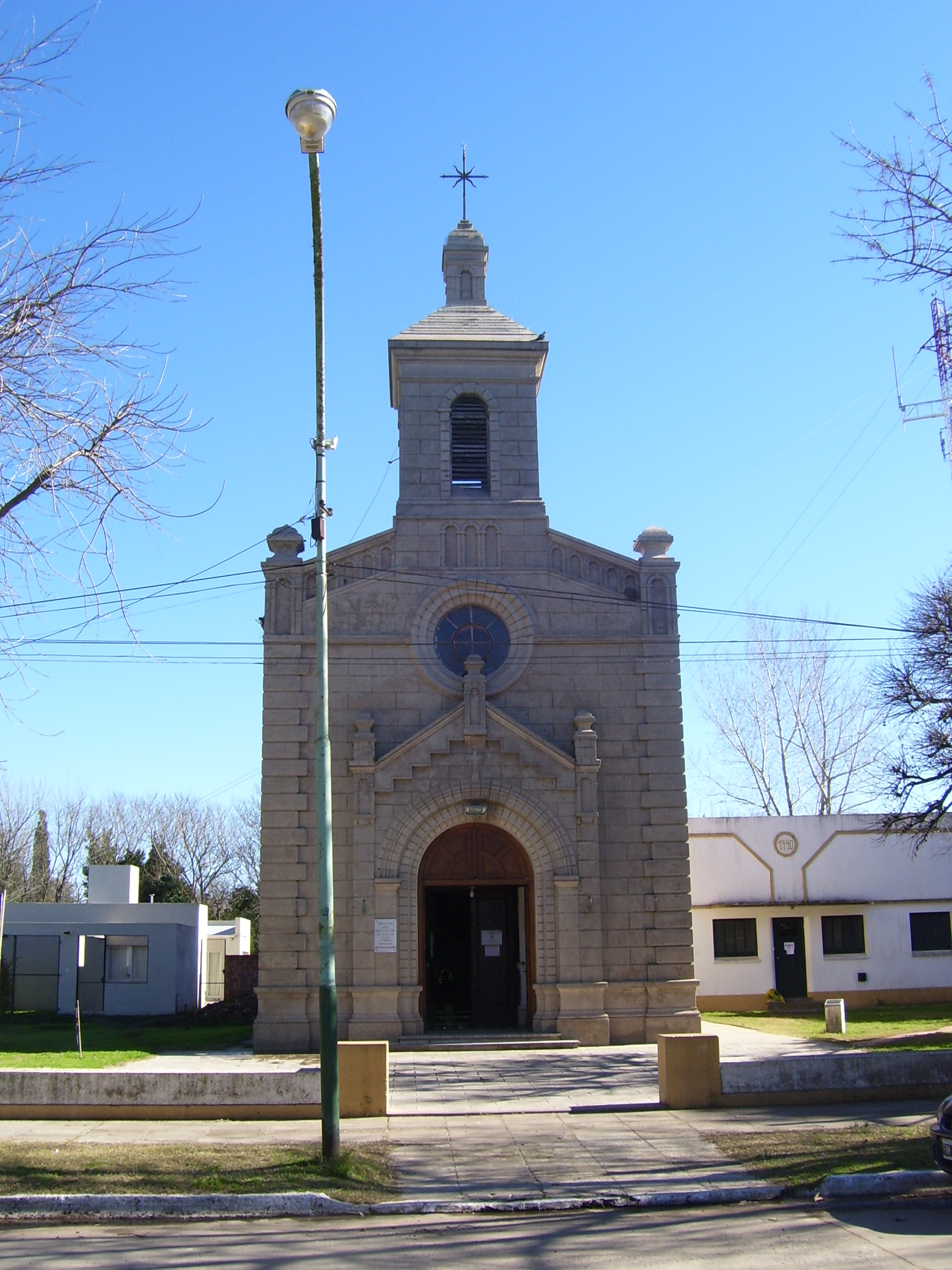
Kirche in Pila

Pila ist der Verwaltungssitz des Partidos Pila in der argentinischen Provinz Buenos Aires, nicht zu verwechseln mit der Stadt Pilar (Buenos Aires), welche im Norden der Provinz Buenos Aires liegt. Nach dem Zensus von 2010 leben in diesem Ort rund 2500 Einwohner.

## Geschichte
Das Partido Pila wurde bereits im Jahr 1839 gegründet und hatte bis 1888 keinen Verwaltungssitz. Im Jahr 1888 wurde, durch die Nachbarschaftskommission des Partidos Pila, beantragt zwei Quadratmeilen Fläche zur Verfügung zu stellen. Auf dieser Fläche sollte der Verwaltungssitz des Partidos errichtet werden. Erst 1908 wurde ein Gesetz verabschiedet, welches die Gründung der Stadt bestätigt und die Grundlage für die Enteignung der notwendigen Grundstücke für die geplanten öffentlichen Gebäude ermöglichte. Im Jahr 1912 wurde eine Vermessung der zugewiesenen Flächen veranlasst, um die Planung für die Siedlung abzuschließen und die benötigten öffentlichen Gebäude zu errichten.

## Verkehr
Pila liegt ungefähr 190 Kilometer südlich von Buenos Aires entfernt und wird von den Provinzstraßen Nr. 41 und Nr. 57 erschlossen. Der nächste Bahnhof ist in Lezama.

## Bildung
In Pila gibt es zwei Grundschulen und eine Oberstufenschule. Weiterhin existiert eine Außenstelle der Berufsoberschule aus General Belgrano, an der Ausbildungen im Verwaltungswesen sowie Sprache und Literatur angeboten werden. Die Kulturdirektion bietet verschiedene Kurse der Erwachsenenbildung im Bereich Kunst und Sport an. Außerdem befindet sich in der Gemeinde eine öffentliche Bibliothek.

## Kultur
In Pila gibt es ein kommunales Kino, welches auch für andere Kulturveranstaltungen genutzt wird. Das lokale Museum beschäftigt sich mit der der Geschichte des Ortes und der Region.